# Linh đồng chuyển thế

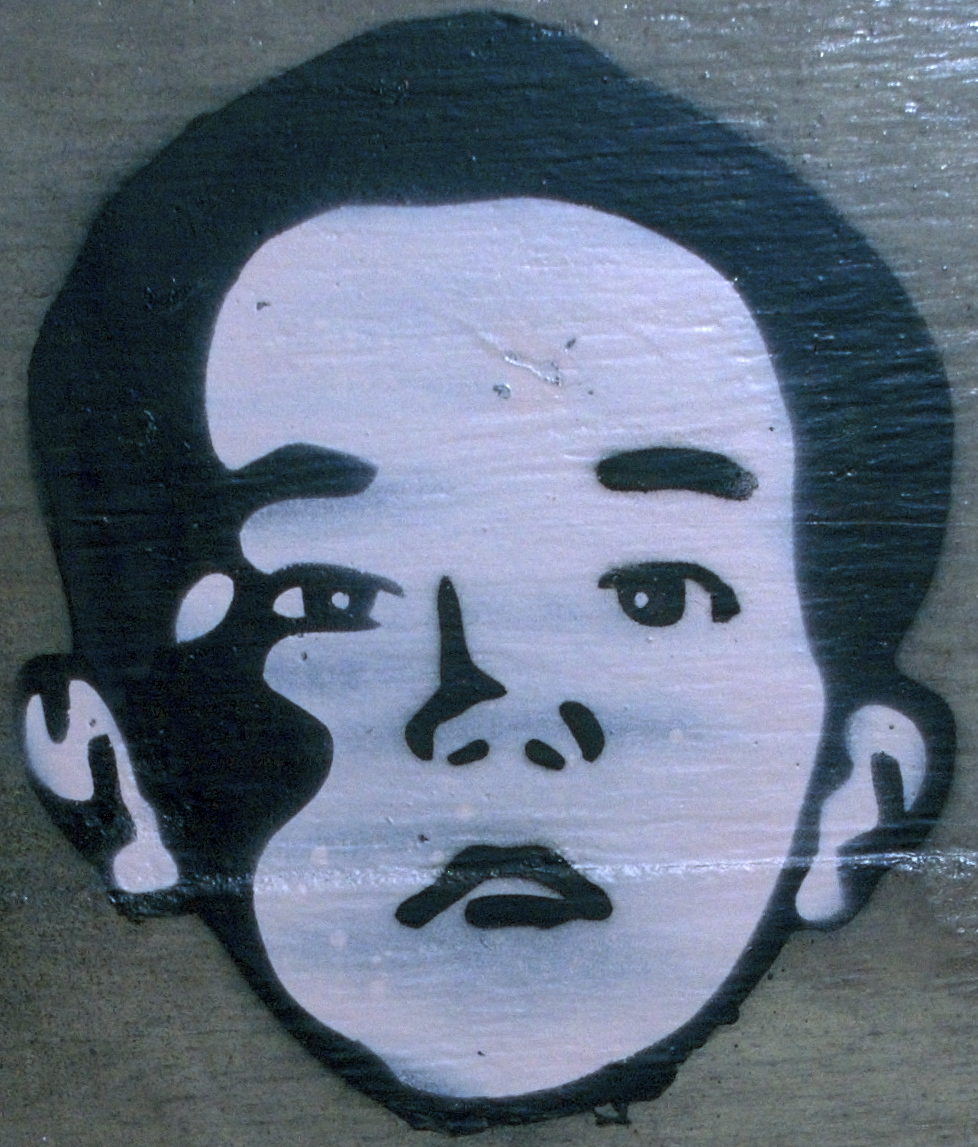
Vị linh đồng chuyển thế Phật sống Gedhun Choekyi Nyima được cho là bị Chính quyền Trung Quốc giam giữ thủ tiêu để đưa người thân chính quyền lên chức vị Lạt Ma

Linh đồng chuyển thế (chữ Hán: 转世灵童/Reincarnated soul boy) là danh hiệu trong Phật giáo Tây Tạng chỉ về quá trình tái sinh của Phật sống thông qua hiện thân những cậu bé được cho là chuyển sinh tiền kiếp của các vị Lạt Ma được kiếm tìm tiến cử và tấn phong chính thức trở thành Phật sống (Hoạt Phật/活佛). Linh đồng chuyển thế được xác tín bằng phương pháp truyền thống, lễ chọn và tấn phong  diễn ra theo đúng các quy tắc và lễ nghi tôn giáo cổ truyền, có thể có một hoặc nhiều ứng cử viên theo nghi lễ "rút thẻ bình vàng" hay còn được gọi là lễ "Kim bình xiết thiêm" để lựa chọn ra vị Phật sống. Sau khi thực hiện nghi lễ Tọa sàng (ཁྲི་ལ་བཞུགས/khri la bzhugs/坐床/Zuo chuang/Sitting-in-the-bed) thì linh đồng sẽ được  thọ giới tấn phong thành vị Phật sống. Thuật chuyển sinh là một hiện tượng huyền kỳ bất khả tư nghị trong Phật giáo Tây Tạng khi một người tu luyện Mật tông thành tựu li thế sẽ đạt cảnh giới có thể lựa chọn nơi mình sẽ đầu thai chuyển thế trong kiếp sau để tiếp tục tu luyện, không ngừng lũy tích sự tu hành của bản thân không bị gián đoạn cho đến khi họ thành Phật. Khi vị tu hành giả nguyên lai qua đời, tự viện sẽ dùng các nghi thức cổ truyền khác nhau để tìm kiếm anh nhi linh đồng được sinh ra sau khi Phật sống viên tịch để rồi tuyển định một vị làm "linh đồng chuyển thế" của vị Phật sống tiền bối.
Những "linh đồng chuyển sinh" nhất định khác người bình thường và vận mệnh của họ cũng không phải giống nhau, bởi vì nó cũng sẽ liên quan đến người nhà trong gia đình họ sinh ra trong hiện tại kiếp này và cũng không phải tất cả các linh đồng đều đạt được điều họ muốn. Vị Đạt Lai Lạt Ma Tây Tạng thứ 14 hiện đang sống lưu vong là Tenzin Gyatso đã tuyên bố từ bỏ mọi vị trí mang tính chính trị và ông có thể sẽ không tái sinh, cũng đồng thời sẽ chấm dứt luôn thiết chế Đạt Lai Lạt Ma để thúc đẩy quá trình "dân chủ hóa và tránh gây ảnh hưởng xấu" sau khi xảy ra sự kiện linh đồng do ông chọn là Gedhun Choekyi Nyima lại bị mất tích và Chính quyền Trung Quốc đã cử người khác lên thay dù họ tuyên bố Gedhun Choekyi Nyima hiện sống cuộc đời bình thường và không muốn bị quấy rầy. Quyết định này của Tenzin Gyatso có thể nhằm tránh tình trạng chia rẽ sau khi ông qua đời nếu chính quyền Trung Quốc tiếp tục can thiệp vào quá trình lựa chọn Đạt Lai Lạt Ma tiếp theo như trường hợp Ban Thiền Lạt Ma. Phát ngôn viên Bộ Ngoại giao Trung Quốc Hồng Lỗi khẳng định truyền thống tái sinh của Đạt Lai Lạt Ma có lịch sử hàng trăm năm và phải tiến hành tuân thủ các nghi lễ tôn giáo, định chế lịch sử và quy định của nhà nước. Đức Lạt Ma cho rằng nếu người tái sinh không thể tiếp tục những việc đã được thực hiện trong tiền kiếp thì "hiện thực không phải là sự tái sinh", đấy là "sự tái sinh giả mạo".

## Lịch sử truyền thừa
Ngôi vị Phật sống đã tồn tại từ cả ngàn năm khi Phật giáo Tây Tạng ra đời từ sự kết hợp giữa Phật giáo Ấn Độ, Phật giáo Trung Hoa với một số tôn giáo địa phương. Phật giáo kết hợp với một số tôn giáo bản địa đã dần dần hình thành nên môn phái Phật giáo mang đặc điểm riêng của vùng và được gọi là Tạng truyền Phật giáo (hoặc còn có các tên gọi khác như Tây Tạng Phật giáo, Tạng ngữ hệ Phật giáo hoặc Lạt Ma giáo). Tạng truyền Phật giáo gồm ngũ giáo phái chủ yếu là Ninh mã phái (Hồng giáo), Cát đương phái (Hắc giáo), Cát cử phái (Bạch giáo), Tát già phái (Hoa giáo) và Cách lỗ phái (Hoàng giáo). Một trong những đặc điểm của Tạng truyền Phật giáo là thực hành chế độ Phật sống truyền thế tức là Hoạt Phật truyền thế). Phật sống truyền thế là một tập tục chỉ có riêng của Phật giáo Tây Tạng. Tập tục này xuất hiện ở Tây Tạng vào khoảng thế kỷ thứ XIII do giáo phái Cát cử (Bạch giáo) định chế ra, sau đó được tất cả các giáo phái Phật giáo ở Tây Tạng phỏng theo mà áp dụng cho giáo phái mình.
Tập tục Phật sống truyền thế được lập ra căn cứ vào giáo lý "Tọa hóa độ sinh" (đức Phật tái thế) của Đức Phật Thích Ca. Theo giáo lý này thì khi Đức Phật (tức người đứng đầu giáo phái) viên tịch (chết đi) sẽ đầu thai và mang hình hài một đứa trẻ nào đó (gọi là linh đồng). Hình tượng này bắt nguồn từ thuyết tái sinh của đạo Phật, theo đó, con người có thể đầu thai, sống luân hồi (Samsara) qua nhiều kiếp trầm luân. Vị lãnh đạo Phật giáo Tây Tạng chính là Đức Phật mượn thân xác con người để hiện hữu nơi trần thế, cứu độ chúng sinh. Khi thân xác chết đi, Đức Phật sẽ tái thế vào một thân xác khác, hóa thân vào hình hài một đứa trẻ nào đó, gọi là linh đồng. Các Phật tử là phải tìm ra được linh đồng là hiện thân của vị Phật sống này để tấn phong. Lạt Ma giáo cho rằng, sau khi Phật sống chết, linh hồn sẽ đầu thai truyền thế, tiếp tục một đời Phật sống nữa, đứa trẻ được truyền gọi là "Linh đồng" và tập tục Phật sống truyền thế cùng chế độ Phật sống truyền thế này về sau được kéo dài đến nay.
Vào thời nhà Thanh (từ tộc chủ Hoàng Thái Cực) đã thực hiện việc cai trị Tây Tạng một cách toàn diện, hữu hiệu, triệt để. Triều đình nhà Thanh sách phong Đạt Lai, Ban Thiền, cử đại thần thường trú và quân đội quốc gia đồn trú lâu dài ở Tây Tạng, xác lập chế độ rút thăm bát vàng (Kim bình xiết thiêm) cho các Phật sống truyền đời, tập trung hình thành các chính sách cai trị của chính phủ trung ương ở vùng dân tộc ở biên cương. Trong đó, Đạt Lai, chế độ rút thăm bát vàng truyền đời Ban Thiền đã có ảnh hưởng sâu rộng, cho tới nay vẫn phát huy tác dụng chính trị, tôn giáo. Trước năm 1792 thì việc xác định "linh đồng" chỉ là sự chọn lựa của những vị chức sắc Phật giáo của môn phái đó, việc này dẫn đến những việc làm sai trái như có những trường hợp do mối quan hệ gia đình họ hàng thân thiết mà người ta đã lựa chọn "linh đồng" là người của gia tộc mình, như trường hợp Đạt Lai Trát Tất Khắc của vùng Nội Mông đã "tiến cử linh đồng" là con của Vương Công gia (một người họ hàng với mình).
Có trường hợp sau khi Phật sống Triết Bố Tôn Ban viên tịch thì tộc trưởng Phúc Tấn (là người có quyền chọn linh đồng) đã chỉ vào bụng vợ đang có mang và bảo: đó là linh đồng truyền thế. Nhưng đến khi sinh ra lại là con gái nênviệc này đã sinh ra chuyện thị phi trong cả giáo phái. Những chuyện tiêu cực tương tự như vậy là không hiếm. Vì vậy năm 1792, Vua Càn Long đã ra một chỉ dụ Chế ra một bình làm bằng vàng tặng cho Tây Tạng. Khi tiến hành lễ chọn Phật sống thì viết tên của tất cả những người được lựa chọn, tên mỗi người được viết vào một cái thẻ đặt vào bình vàng. Sau đó sẽ rút thẻ để xác định "linh đồng truyền thế". Tất nhiên việc này cũng không thể xóa bỏ hoàn toàn tệ nạn đã nêu, nhưng dù sao cũng làm giảm đi những điều tai tiếng. Từ năm 1949, Tây Tạng trở thành một khu tự trị của nước Trung Hoa mới thì chính quyền Trung ương thừa nhận những nghi lễ của các giáo phái Phật Tạng, trong đó có nghi lễ Phật sống truyền thế, chính quyền khu tự trị Tây Tạng dựa vào tập tục "Tạng truyền Phật giáo hoạt phật truyền thế" để ra thông báo về quyết định phê chuẩn việc tìm vị Hoạt Phật mới. Tranh cãi nổ ra vào năm 1995 khi Đạt Lai Lạt Ma thứ 14 tuyên nhận một cậu bé 6 tuổi tên Gedhun Choekyi Nyima là Ban Thiền Lạt Ma thứ 11 nhưng cậu bé này sau đó đã mất tích và chính quyền Trung Quốc chọn Gyaltsen Norbu làm Ban Thiền Lạt Ma thứ 11.

## Các ghi nhận
Dòng tái sinh Đạt Lai Lạt Ma bắt nguồn từ vị đầu tiên là Gendun Drupa (1391-1475), người đã nguyện rằng sau khi chết sẽ tái sinh để hoàn tất những gì còn dang dở. Trước khi nhập tịch, đại sư Gendun Drupa đưa ra một số đồ dùng hằng ngày và viết một bài kệ để chúng đệ tử dựa vào đó tìm đến hóa thân tái sinh của mình. Suốt 2 năm sau đó, các đệ tử liên tục tìm kiếm và cuối cùng đã xác định được hóa thân tái sinh của Gendun Drupa là một cậu bé 2 tuổi sống tại vùng Tsang, miền trung Tây Tạng. Tương truyền, khi vừa bập bẹ biết nói, cậu bé đã nói với cha mẹ rằng tên mình là Pema Dorjee (tục danh của Đạt Lai Lạt Ma thứ 1). Khi đoàn tìm kiếm đến nơi, họ bày ra trước mắt cậu bé nhiều đồ vật khác nhau và cậu đã chọn chính xác những vật dụng mà Gendun Drupa để lại, đồng thời đọc và giải nghĩa rành mạch bài kệ. Sau đó, cậu bé được đưa về tu tập với pháp danh Gendun Gyatso (1475 - 1542) và trở thành Đạt Lai Lạt Ma thứ 2. Mỗi đời Đạt Lai Lạt Ma trước khi viên tịch đều để lại một số di vật như tràng hạt, bình bát cùng một bài kệ để phục vụ việc tìm kiếm, các bậc cao tăng được cho là sẽ nhận báo mộng cũng như nhiều dấu hiệu khác để bổ trợ.
Theo sử ký Tây Tạng, vào cuối thế kỷ XIV, khi một gia đình du mục chăn cừu di cư từ miền đông Tây Tạng đến những cao nguyên bên miền Tây, đã tạm định cư trên một cánh đồng nhỏ ở Shabtod, nằm trong thung lũng Srad gần Shigatse và chùa Sakya. Khi Gedun Truppa viên tịch vào năm 1475. Sau khi truyền cho các đệ tử những lời huấn thị cuối cùng về giáo lý Phật đà, vị Lạt Ma đã nhập mật định. Các tài liệu nghiên cứu về Phật giáo Tây Tạng còn truyền rằng, vị Lạt Ma này sẽ hóa thân trở lại trần gian, đầu thai qua các vị Đạt Lai Lạt Ma để cứu độ chúng sinh và hoàn tất những việc mình chưa làm xong. Suốt 2 năm sau đó, các đệ tử liên tục tìm kiếm và cuối cùng đã xác định được hóa thân tái sinh của Gendun Truppa là một cậu bé 2 tuổi sống tại vùng Tsang, miền trung Tây Tạng. Tương truyền, khi vừa bập bẹ biết nói, cậu bé đã nói với cha mẹ rằng tên mình là Pema Dorjee (tục danh của Đạt Lai Lạt Ma đầu tiên). Sau đó, các đệ tử của đại sư đã tìm đến tiếp xúc và  hỏi cậu bé nhiều câu hỏi về tiền kiếp, đứa bé trả lời rất trôi chảy. Cậu bé đó trở thành Đạt Lai Lạt Ma thứ 2 với pháp danh Gendun Gyatso (1475-1542).
Trong thư tịch "Tử bất ngữ" ghi lại rằng, sau cái chết của Lạt ma Vương Mô Lặc Cô của Tây Tạng, các đệ tử của ông đã thông qua chiêm bốc biết được rằng, ông sinh ra ở một nơi nào đó ở Duy Tây. Vào năm thứ tám Càn Long (1743), các Lạt ma đã đi đem những đồ dùng mà Phật sống đã sử dụng trong cuộc đời để đi tìm linh đồng chuyển sinh là một cậu con trai của thủ lĩnh tộc Nạp Tây tên là Đạt Cơ lên bảy tuổi. Các Lạt ma lấy ra một số đồ vật, có một số đồ vật giống nhau, trong số đó có lẫn những món đồ như chuông bát, chuỗi tràng hạt và bản chép tay quyển "Tâm Kinh" của Lạt ma Vương Mô Lặc Cô khi còn sống. Đạt Cơ đã chọn những món đồ cũ mà Lạt ma Vương Mô Lặc Cô đã từng dùng. Các vị Lạt Ma cúi đầu khấu bái hành lễ với Đạt Cơ, một vị Lạt ma đã mang một bộ áo choàng và mũ của các nhà sư đưa lên và Đạt Cơ tự mình mặc chúng lên người. Sau đó, các Lạt ma xếp chồng lên nhau hàng chục tấm nệm ngồi bằng gấm, đặt chúng ở giữa phòng, và ngồi xuống xung quanh Đạt Cơ. Các vị Lạt ma vây quanh Đạt cơ và họ đến chùa Ma Động, hàng trăm ngàn người dân Nạp Tây từ xa gần đã đến chùa để dâng hương, quy y cúng bái, quyên góp tiền bạc, lễ vật. Sau ba ngày lưu trú, đoàn rời đi về Tây Tạng.
Trong thư tịch "Di tục ký" chép lại chuyện tộc chủ bộ lạc Thổ Mặc Đặc Mông Cổ là Yêm Đáp Hãn (Minh Thuận Nghĩa vương) đã từng mời Đạt Lai Lạt Ma thứ ba là Sách Nam Gia Thố (Sonam Gayaso) đến Thanh Hải vào năm 1578 sau Công Nguyên. Sách Nam Gia Thố chỉ vào nơi mà Tùng Mộc Nhi Thai Cát là cháu trai của Yêm Đáp Hán cho biết vài năm sau sẽ có một vị Phật ở đây. Năm 1588, Sách Nam Gia Thố qua đời tại Mông Cổ trên đường đến Bắc Kinh, vợ của Tùng Mộc Nhi Thai Cát mang thai và các tăng nhân cho rằng bà sẽ sinh hạ một vị Phật sống. Cha của Tùng Mộc Nhi Thai Cát mang con ngựa của Đức Đạt Lai Lạt Ma từng cưỡi, chuỗi tràng hạt và một cuốn sách kinh cho đứa trẻ chỉ lấy ra chuỗi tràng hạt và cuốn kinh sách. Đứa trẻ thường nói tiếng Tây Tạng, nhìn thấy trước những hoạ phúc của con người hiệu nghiệm và được gọi là "tiểu Phật sống". sau khi viếng thăm chùa Cam Đan, chùa Triết Bạng và chùa Sắc Lạp ở Tây Tạng, chắt trai của Yêm Đáp Hãn đã được xác nhận là linh đồng chuyển thế Đạt Lai Lạt Ma. Vào năm 1602, ba ngôi chùa lớn đã cử người nghênh đón ông đến Tây Tạng, đó là Đạt Lai Lạt Ma đời thứ tư Vân Đan Gia Thố (Yonten Gyatso) là Đạt Lai Lạt Ma không phải tộc người Tây Tạng.

## Nghi thức
Các vị cao tăng sẽ căn cứ vào những lời dặn dò trước khi viên tịch của vị Phật sống, bao gồm dự ngôn, di chúc, chỉ thị hoặc dấu tích đặc thù, còn có "cảm ứng đặc biệt" khác của những người tu hành, hoặc một số điềm báo cát tường, đặc biệt trọng yếu là các dấu hiệu xuất hiện trong các tự miếu và cả những lời báo mộng của vị thần Hộ pháp có tên Lạp Mục Xuy Trung về phương hướng và địa danh linh đồng sinh ra, căn cứ vào phương và năm (tính theo can chi), kết hợp với phong thủy của vùng đất nơi linh đồng sinh ra, đồng thời kết hợp với sự quan sát hình tích của linh đồng đã được thể hiện trong "hình mẫu thánh hồ" (tức là hình bóng của Đức Phật in trên mặt nước) để chia thành nhiều nhóm đi tìm vị linh đồng đó. Mỗi nhóm thường tìm được tới vài linh đồng khiến tổng số hiện thân của Đức Phật có khi lên tới hàng chục (năm 1994, người ta đã tìm được tới 28 linh đồng ở rải rác trong 46 huyện thuộc 5 tỉnh của vùng Tây Tạng và khu tự trị Nội Mông). Qua các vòng sàng lọc, dựa vào một loạt tiêu chí như địa điểm ra đời, năm sinh, phong thủy của vùng đất nơi linh đồng được sinh ra, tướng mạo, khả năng đối đáp khi được hội đồng các vị cao tăng hỏi han sẽ chỉ còn một vài linh đồng đáp ứng được tiêu chuẩn trở thành Phật sống Các vị cao tăng sẽ bồi huấn "linh đồng", cuối cùng "linh đồng" sẽ được nghênh nhập tự viện. Không chỉ riêng Đạt Lai Lạt Ma và Ban Thiền Lạt Ma mới tái sinh mà có rất nhiều dòng tái sinh trong cả 4 phái của Mật tông Tây Tạng. Trong đó, dòng tái sinh của Đạt Lai Lạt Ma và Ban Thiền Lạt Ma được thế giới bên ngoài biết đến nhiều nhất. Truyền thống hóa thân tái sinh là một trong những đặc điểm huyền bí nhất của Phật giáo Mật tông Tây Tạng.

### Kim bôn ba

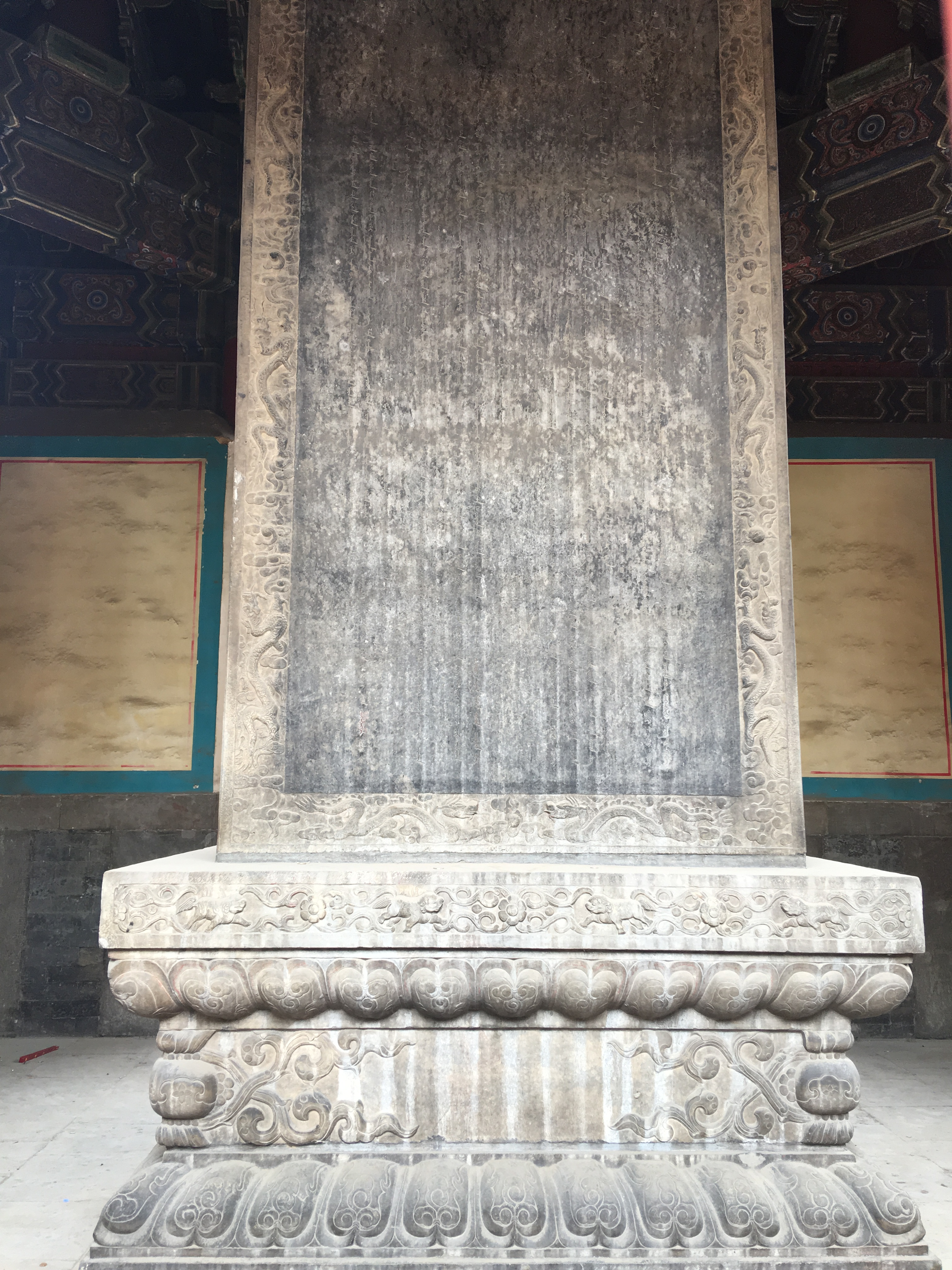
Bảng khắc quy định về chọn Lạt Ma (喇嘛說)

Việc rút thẻ để xác định Phật sống truyền thế (còn gọi là lễ "rút thẻ bình vàng", hay còn được gọi là lễ "Kim bình xiết thiêm"/金瓶掣籤/གསེར་བུམ་སྐྲུག་པ/rút thăm bình vàng) gọi một cách dân dã là lễ "rút thẻ" để chọn ra một vị Phật sống duy nhất, được quy định từ năm 1792 do Vua Càn Long của nhà Thanh đặt ra năm 1792. Năm 1793, Sắc lệnh 29 điều Khâm định Tây Tạng chương trình (钦定藏内善后章程二十九条) được ký kết và ban bố quy định rõ ràng việc truyền thế Phật sống, tiền tệ Tây Tạng, quyền hạn của đại thần ở Tây Tạng, trách nhiệm của các quan viên và việc loại bỏ gian lận và tham nhũng, ngăn chặn triệt để sự thiên vị trong quá trình lựa chọn, giữ gìn sự thuần khiết của tôn giáo. Có ba phiên bản bằng tiếng Tây Tạng và không tìm thấy bản gốc. Văn tự tương ứng bằng tiếng Trung không được liệt kê thành 29 bài viết nhưng gồm các phần và các sắc lệnh khác nhau được khắc trên bia đá và chưng tại Cố Cung.
Sắc lệnh 29 Điều đã quy định hình thức hai Phật sống Đạt Lai, Ban Thiền truyền thế phải dùng những cái thăm có ghi tên các "Linh đồng" thả vào trong cái bình vàng do Hoàng đế ban cho gọi là "Kim bôn ba" (bình vàng), được đại thần đang ở Tây Tạng giám thẩm, rút thăm rồi quyết định, trường hợp "Linh đồng" chỉ có một nguời cũng phải viết tên lên thẻ rồi cho vào bình cùng với một thẻ không có tên. Nếu rút trúng cái thẻ không có tên thì phải tìm một "Linh đồng" khác, đấy chính là chế độ "Kim bình xiết thiêm" (金瓶掣籤/གསེར་བུམ་སྐྲུག་པ/rút thăm bình vàng) mà sau này nhà nước Cộng hoa Nhân dân Trung Hoa sau khi chiếm cứ được Tây Tạng vẫn quy định cụ thể về việc này để kiểm soát gắt gao, kể từ lúc bị trở thành khu tự trị Tây Tạng, vị Phật sống sau khi kết thúc nghi lễ "rút thẻ" thì sẽ phải chờ quyết định công nhận từ Chính quyền Trung ương Trung Quốc mới được danh chính ngôn thuận.
Trước tượng Phật, với sự chứng kiến của các vị cao tăng, đại đức, các quan chức chính quyền, tên của từng linh đồng được viết lên một tấm thẻ làm bằng ngà voi, đựng trong những chiếc túi lụa hoàn toàn giống nhau và được niêm phong cẩn thận. Những chiếc túi này được cho vào một chiếc bình gọi là bình Kim Bôn Ba (Golden Urn), đặt lên ban thờ. Đó là chiếc bình bằng vàng tinh xảo do vu Càn Long ban tặng cho Quốc sư Tây Tạng từ năm 1792 để dành riêng cho nghi thức lựa chọn Phật sống. Càn Long là người rất sùng bái đạo Phật và từng sai nhiều đoàn sứ giả thay mặt mình hành hương về Tây Tạng và biết về nghi lễ Kim bình xiết thiêm. Sau hàng loạt các nghi thức hành lễ khác, vị cao tăng chủ sự buổi lễ sẽ xóc chiếc bình ba lần rồi rút ngẫu nhiên một chiếc túi có đựng thẻ ra. Ngài sẽ tiến hành các hành động này một cách rất chậm rãi, để tất cả mọi người đều có thể quan sát được tường tận. Khi rút túi trong kim bình quyết định ai sẽ là tân Phật sống, các chủ sự thường nhìn vào đâu đó trong cõi hư vô, miêng niệm Phật hiệu, tránh nhìn vào các túi vải. Chỉ khi đã cầm chắc chắn một chiếc lên tay rồi, họ mới nhìn xuống, từ từ mở túi, rút ra chiếc thẻ ngà. Khi công bố tên tuổi ghi trên tấm thẻ, một vị Phật sống mới chính thức được tìm ra. Đức phật đã thực sự tái thế, tiếp tục phổ độ chúng sinh.

### Tọa sàng

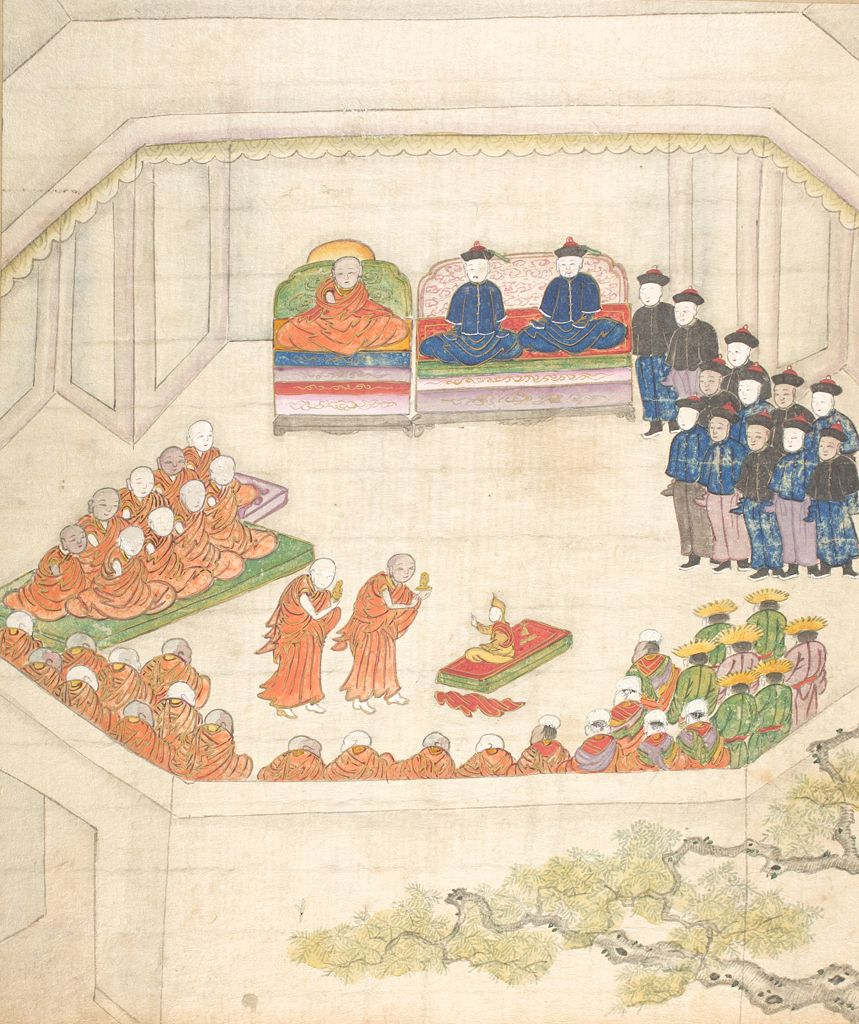
Tranh vẽ nghi thức Toạ sàng của vị Đạt Lai Lạt Ma Tây Tạng (vị linh đồng chuyển thế), tranh vẽ cũng cho thấy sự giám sát của quan lại nhà Thanh

Nghi lễ Tọa sàng là một nghi lễ tôn giáo lớn trong các ngôi chùa Phật giáo Tây Tạng, là một buổi lễ cần thiết để người tái sinh chính thức kế vị Phật sống từ một linh đồng chuyển thế trong quá trình kế thừa của Đức Phật sống. Lễ tọa sàng là để kính trọng tổ tiên của các hệ phái Phật giáo Tây Tạng, và Tùng Tán Can Bố (Songtsen Gampo), Công chúa Văn Thành, Padmasambhava và nữ thần Bailangmu. Đối với các Lạt ma quan trọng bao gồm các vị Đạt Lai Lạt Ma và Ban Thiền Lạt Ma, lễ Toạ sàng diễn ra sau buổi lễ Kim Bôn ba và được Chính phủ Trung ương phê duyệt, buổi lễ Toạ sàng dành cho Đạt Lai Lạt Ma thứ 10 được tổ chức tại Cung điện Potala (Bố Đạt La cung). Lễ tọa sàng dành cho Đạt Lai Lạt Ma thứ 13 được tổ chức tại Cung điện Potala.